# Girabola 1986
In 1986 werd het achtste seizoen gespeeld van de Girabola, de hoogste voetbalklasse van Angola. Petro Atlético Luanda werd kampioen.

## Eindstand
| Plaats | Club                      | Wed. | Ptn. |
| ------ | ------------------------- | ---- | ---- |
| 1.     | Petro Atlético Luanda     | 26   | 39   |
| 2.     | GD Interclube             | 26   | 30   |
| 3.     | Ferroviário Huíla         | 26   | 26   |
| 4.     | CD Primeiro de Agosto     | 26   | 25   |
| 5.     | FC Cabinda                | 26   | 25   |
| 6.     | Sagrada Esperança Saurimo | 26   | 24   |
| 7.     | Petro Atlético Huambo     | 26   | 24   |
| 8.     | Desportivo Chela Lubango  | 26   | 23   |
| 9.     | Desportivo TAAG Luanda    | 26   | 22   |
| 10.    | Primeiro de Maio Benguela | 26   | 21   |
| 11.    | Mambroa SC Huambo         | 26   | 21   |
| 12.    | Leões Luanda              | 26   | 18   |
| 13.    | Desportivo Benguela       | 26   | 18   |
| 14.    | Inter Lunda-Sul Saurimo   | 26   | 6    |

|     | Kampioen     |
|     | Degradatie   |
| (B) | Bekerwinnaar |
| (P) | Promovendus  |

## Internationale wedstrijden
African Cup of Champions Clubs 1987
| Team #1          | Uitslag | Team #2        | 1e wed | 2e wed |
| ---------------- | ------- | -------------- | ------ | ------ |
| Petro Atlético   | 4-1     | Maxaquene      | 3-1    | 1-0    |
| Nkana Red Devils | 2-1     | Petro Atlético | 1-1    | 1-0    |

CAF Beker der Bekerwinnaars 1987
| Team #1        | Uitslag | Team #2 | 1e wed | 2e wed |
| -------------- | ------- | ------- | ------ | ------ |
| 'GD Interclube | 1-3     | Vital'O | 1-1    | 0-2    |